# Miagrammopes sexpunctatus
Miagrammopes sexpunctatus là một loài nhện trong họ Uloboridae.
Loài này thuộc chi Miagrammopes. Miagrammopes sexpunctatus được Eugène Simon miêu tả năm 1906.